# Cotija (kommun i Mexiko)
Cotija är en kommun i Mexiko.   Den ligger i delstaten Michoacán de Ocampo, i den centrala delen av landet, 400 km väster om huvudstaden Mexico City.
Följande samhällen finns i Cotija:
- Cotija de la Paz
- Vista Hermosa
- Los Zapotes
- Los Gallineros
- El Paso
- El Barrio
- San Pablo
- La Resolana
- El Paraíso de Rubén Romero
- El Puerto